# كالوم بروس
كالوم بروس (بالإنجليزية: Callum Bruce)‏ هو لاعب اتحاد الرغبي نيوزيلندي، ولد في 9 يونيو 1983 في هاستينجس في نيوزيلندا.